# 알스트

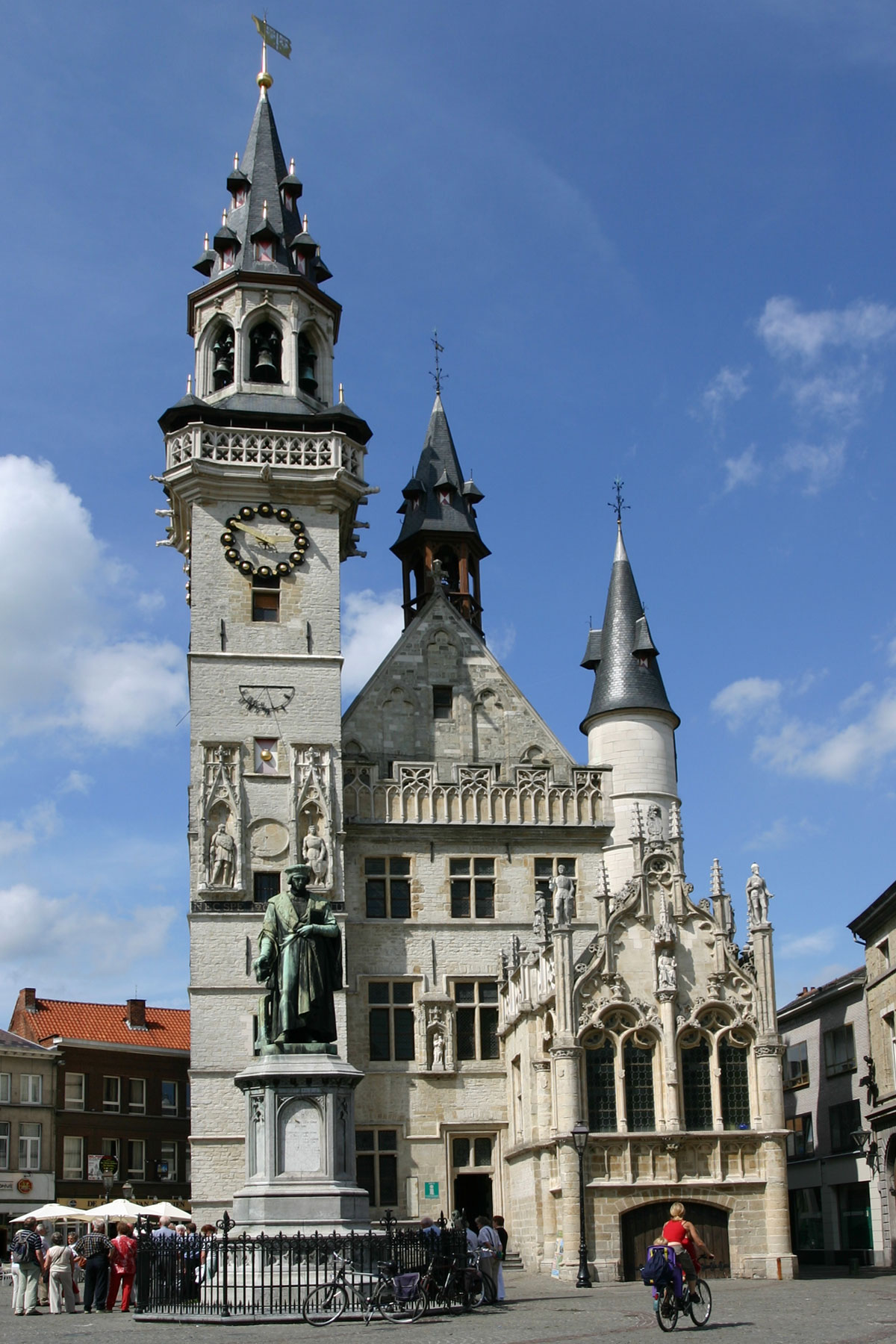

알스트(네덜란드어: Aalst, 프랑스어: Alost 알로스트[*])는 벨기에 오스트플란데런주의 동부에 위치한 도시이다.